# Am Timan
Am Timan (in arabo أم تيمان, ʾUmm Tīmān) è un centro abitato e comune del Ciad, situato nella provincia del Salamat e nel dipartimento di Barh Azoum..